# Theronia flavistigma
Theronia flavistigma là một loài tò vò trong họ Ichneumonidae.